# Аћим Бабић
Аћим Радуловић (Кусаче, код Хан Пијеска, 1886 — Тузла, 1944), познатији као Аћим Бабић, био је трговац, четник из балканских ратова, солунски добровољац и један од вођа устаника источне Босне 1941. и четнички војвода.

## Биографија
Учествовао је у Балканским ратовима у четничким јединицама Воје Танкосића гдје је стекао прва борбена знања. Видовдана 1914. године на народном збору у Хан Пијеску, аустријски жандарми су по сазнању за смрт престолонаследника покушали прекинути збор, но Аћим им то није дозволио. Жандарми су дошли до Аћима и повикали,
"Прекидај коло Аћиме погинуо је престолонасљедник Фердинанд у Сарајеву", а он им је лаконски одговорио, "Пас био па погинуо." Након ових ријечи услиједио је неуспјели покушај хапшења. Затим прелази у Србију у Бајну Башту и ступа у Златиборски четнички одред. Како жандарми нису успјели да га ухвате, хапсе све Радуловиће, жене, дјецу и старце; да би дали ултиматим Бабићу да се преда. По сазнању за ултиматум фамилији, скупио је своју војну групу и у току ноћи пребацио се у Босну, да би затим преко планине Батуре дошао у Хан Пијесак. Задњег дана ултиматума група упада у насеље и ослобађа све затворене Србе из затвора. Током Првог свјетског рата био је командант батаљона.
Био је припадник Добровољачког одреда војводе Вука. Након рата као добровољац добио је добровољачку земљу под бројем 301/164. 
После рата враћа се у Хан Пијесак гдје проширује своје пословање. Започиње рад око промета шуме са трговцима из Србије. Стицао је богатство од шума и пилана, те кафана које се налазиле у Хан Краму, Хан Пијеску, Романији. 

### Други свјетски рат
Након слома Југословенске војске, дана 26. априла 1941. године на путу ка Равној Гори кроз Хан Пијесак пролази пуковник Драгољуб Михаиловић са својом групом. На подручју Хан Пијеска водили су прве герилске борбе против Нијемаца. У поподневним часовима стигли су у село Кусаче, гдје су заноћили. Тада је Аћим узео прве команде од Михаиловића да би јула мјесеца спремао према прве курире, преко којих је од Драже добијао упуста за вођење устанка у циљу сарадње и сагласности са устанком у Србији.
Дванаестог јула у Кусачама оформио је прве јединице, затим је изводио диверзије на пругама и са борцима пресретао усташе. Повезивао је све устаничке снаге на регији те се наметнуо за вођу Источне Босне.
Први велики оружани сукоб са усташама био је 9. августа када је ослободио Хан Пијесак. Заробио је двије сатније 4. Домобранске бојне војне крајине, двије потпуно очуване композиције путничких возова и двије локомотиве. Тако су устаници у источној Босни једини на територији Краљевине Југославије имали своју жељезницу. Возови су се саобраћали на линији Хан Пијесак-Пјеновац-Жеравице-Оловске Луке. После ослобађања Хан Пијеска устаници су дошли до веће количине оружја. Наредног дана јединице са Планине подпомогнуте браћом Челоње ослободили су Власеницу. По успостављању власти, по узору на жандармерију од прије рата, устаници се помјерају, прикупљају и избијају на положаје у висини Зворника, Тузле, Кладња, Олова, Вареша и Кнежине. На тим положајима организују одбрану.
Након ослобађања Власенице и Милића, оформио је Милићки батаљон, а на чело батаљона поставио је Рајка Вуковића Челоњу. Након што је Перо Ђукановић са Кравичким одредом ослободио 15. августа Дрињачу. Дана 18. августа под командом Аћима Бабића, Радивоја Косорића, Пера Ђукановића и Јездимира Дангића ослобођена је Сребреница; затим 19. августа Братунац под командом Дангића. Након чега је услиједила борба на Полому гдје су четници заплијенили већу количину муниције и два брдска топа са гранатама. Топови нису имали нишане јер су били поскидани, те су упућени према Хан-Пијесаку. Усташе су побјегле у Зворник.
Доласком из Србије мајора Јездимира Дангића заузећем Сребренице, Дангић се поставља на чело устанка. У Милићима се ствара Главни штаб четничких одреда за Источну Босну (назив слободне територије), 20. августа 1941. године. Наредбом од августа мјесеца Дангић се именује за главнокомандујућег, те поставља Аћима Бабића за главног четничког војводу. У штаб улазе капетан Сергије Михајловић начелник штаба, и Перо Ђукановић. Са доласком мајора Дангића веза са Равном Гором се појачава прво куририма а затим и радио станицом.
У ослобађању Рогатице 24. октобра 1941. године Аћимови одреди, заједно са одредима Радивоја Косорића и Мића Станара чине окосницу српске војске.
Био је предсједник Привремене управе Источне Босне познате као "Влада Источне Босне" до јануара 1942. године, док је Јездимир Дангић вршио функцију команданта војске.
Народ га је од почетка устанка називао војводом, а чин војводе стекао је 17. августа 1941. године и звање "први горски војвода", а затим и децембра 1941. "војвода кусачки".

#### Односи између Дангића и Бабића
Постављањем мајора Дангића за вођу устанка крајем августа 1941. године, избило је незадовољство народа на територији источне Босне, јер су сматрали Бабића за јединог вођу устанка на регији. Био је за сарадњу са малобројним партизанима што је засметало Дангићу, те је у почетку клеветао војводу преко капетана Момчиловића, да би доцније у децембру уз помоћ Нијемаца затворио Бабића у логор Бањицу у Београду, о чему је посвједочио и Перо Ђукановић.
Капетан Милорад Момчиловић Дангићев човјек за Аћима поред осталог пише:
То је »бели сељак« са моралним квалификацијама испод нуле. Има одрасле синове и кћери (до 40 година) а има метресу. Пије по 7 литара ракије дневно и кадгод се не трезни недељама и тад је потпуно неурачунљив. Једном га је жена пијаног код метресе истукла. Интелигенција никаква. Први је почео да пљачка са синовима заједно. Из његове породице нико није у борби учествовао. За вођу се наметнуо као богат човек и бивши истакнути земљораднички партијаш. Код људи му је ишло у прилог што је одобравао осуство и пљачку. Кукавица какав се може замислити. Никад није био ближе положају од 30 км.

#### Хапшење Аћима
Веће несугласице у командовању избиле су у децембру 1941. године. Да би се ријешио Аћима, Дангић преко капетана Дакића и Ћуковића децембра мјесеца уручује писмо по којем треба да пође у Београд да буде представник српског народа у Босни, на неком тајном састанку код Недића. О подвали Бабићу Ђукановић пише:
Једног дана при концу децембра 1941. године стигну капетан Ћуковић и Богдан Дакић у Власеницу. Салете Аћима да иде са њима у Београд, јер тражи српска влада једног чоека из источне Босне који ће престављати устанак и на кога се влада море ослонити, у давању помоћи у рани, одјећи, обући, одијелу, оружју, муницији и новцу. Тај чоек треба да дође у Београд, упозна се са владом и овјери свој потпис, а мора имати и свога преставника у Београду, кога ће он опуномоћити да може у име њега престављати команданта устанка. Поготову што иде гола и ладна зима. Добаце Аћиму да би то учинили њике двојица, али они не престављају устанак. Аћим, наивчина и похлепан на каријеру и положај, доста ово свати за озбиљно.
Одлучивши да оде повео је са собом Душана Чоловића човјека од повјерења. Прешли су слободном територијом до Лознице, а у Лозници су их ухапсили Нијемци. Спроведени су за Шабац у њемачку команду, а одатле у логор Бањицу 10. јануара 1942. године. Били су у приземљу у соби број 6 са генералом Глигоријем Јовановићем и београдским адвокатом Александаром Трифунцем.
Дана 20. јануара 1942. године пребачени су на други спрат у собу 63. заједно са историчарем Васом Чубриловићем и Светом Протићем. Пуштени су из логора јуна 1942. године. Чоловић се вратио у Босну, док су Аћима недуго по пуштању опет ухапсили и вратили у Логор Бањицу. Побјегао из логора октобра 1944. уз помоћ недићеваца. Окружно Повјереништво ОЗН-е за округ бирчански ухапсило је Аћима дан-два након његовог доласка. Недуго затим, комунисти су га убили. Према једном казивању убијен је на путу за Тузлу, док друго каже да су га убили по доласку у Тузлански затвор.